# سانت کیرسه د بسرا
سانت کیرسه د بسرا (به اسپانیایی: Sant Quirze de Besora) یک شهرستان در اسپانیا است که در بارسلون واقع شده‌است.

## خصوصیات
سانت کیرسه د بسرا ۸٫۱ کیلومترمربع مساحت و ۲٬۱۴۶ نفر جمعیت دارد و ۵۸۷ متر بالاتر از سطح دریا واقع شده‌است.